# Renato Bosatta
Renato Bosatta (Pianello del Lario, 1938. február 11. –) olimpiai ezüstérmes, Európa-bajnok olasz evezős.

## Pályafutása
A Canottieri Falck csapatában versenyzett. 
Az 1960-as római olimpián ezüstérmet szerzett kormányos nélküli négyesben Tullio Baragliával, Giuseppe Galantéval és Giancarlo Crostával. 1961-ben a prágai Európa-bajnokságon társaival aranyérmet szerzett ugyanebben a versenyszámban.
Az 1964-es tokiói olimpián ismét ezüstérmet szerzett ezúttal kormányos négyesben Emilio Trivinivel, Giuseppe Galantéval, Franco De Pedrinával és Giovanni Spinolával. Ugyanebben az évben az amszterdami Európa-bajnokságon bronzérmet szerzett ugyanebben a versenyszámban.
Az 1968-as mexikóvárosi olimpián a keletnémet és a magyar csapat mögött bronzérmet szerzett társaival Pier Conti Manzinivel, Tullio Baragliával és Abramo Albinivel kormányos nélküli négyesben.

## Sikerei, díjai
- Olimpiai játékok
  - ezüstérmes (2): 1960, Róma (kormányos nélküli négyes), 1964, Tokió (kormányos négyes)
  - bronzérmes: 1968, Mexikóváros (kormányos nélküli négyes)
- Európa-bajnokság
  - aranyérmes: 1961 (kormányos nélküli négyes)
  - bronzérmes: 1964 (kormányos négyes)